# رونیت روی
رونیت روی (به انگلیسی: Ronit Roy) (زاده ۱۱ اکتبر ۱۹۶۵) بازیگر هندی است.
از فیلم‌هایی که وی در آن نقش داشته‌است می‌توان به بچه‌های نیمه‌شب اشاره کرد.

## فیلم‌شناسی
فهرست برخی از فیلم‌هایی که رونیت روی در آنها به ایفای نقش پرداخته‌است:
- بچه‌های نیمه‌شب
- مونا مایکل
- رئیس
- سرباز
- ارتش
- قابل
- سرکار ۳
- جنجال
- ۲ ایالت
- دانش‌آموز سال
- تیراندازی در وادالا
- کیسنا: شاعر جنگجو
- قاتلان هندوستان
- جای لاوا کوسا
- پرواز
- آرجون پاتیالا
- بال
- عشق بیش از حد
- لاکنو مرکزی
- ماشین
- شمشیرا (۲۰۲۲)
- لایگر (۲۰۲۲)
- شاهزاده (۲۰۲۳)
- گمراه (۲۰۲۳)
- فَری (۲۰۲۳)
- جنگجو (۲۰۲۴)
- استاد بزرگ استاد کوچک (۲۰۲۴)